# Phenacogrammus interruptus
Cá Congo tetra (Danh pháp khoa học: Phenacogrammus interruptus) là một loài cá trong họ Alestidae. Chúng là loài cá có nguồn gốc tứ lưu vực sông Công gô ở châu Phi.

## Đặc điểm
Chúng là loài cá sống theo bầy đàn, thích hợp trong bể thủy sinh, chúng có thể dài đến 08 cm. Cá này là loài ăn tạp, Cá ăn tạp từ phiêu sinh động vật và thực vật, giáp xác, côn trùng, trùng chỉ. Chúng sống ở tầng nước giữa. Cá đẻ trứng phân tán, bố trí cây thủy sinh cho trứng dính, tách trứng ra khỏi cá bố mẹ sau khi đẻ. 